# یاکوبا ایتاللی
یاکوبا ایتاللی (انگلیسی: Iakoba Italeli؛ سیاست‌مدار اهل تووالو است. وی از ۱۶ آوریل ۲۰۱۰ تا اوت ۲۰۱۹ فرماندار کل تووالو بود.